# Новостройка (Казань)
Новостройка, Новая Стройка (тат. Новостройка, Novostroyka, тат. Яңа Төзелеш, Yaña Tözeleş) — посёлок в Кировском районе Казани.

## География
Посёлок расположен на западе Кировского района, на берегу Волги, между посёлками Красная Горка на западе и Новое Аракчино на востоке. Севернее находится железнодорожная линия и посёлок Калинина.

## История
Посёлок возник не позднее конца 1930-х годов. Входил в состав Красногорского сельсовета Юдинского (Зеленодольского) района Татарской АССР. В 1964 году вместе с несколькими другими населёнными пунктами были присоединён к посёлку Красная Горка, тем же указом получившего статус рабочего посёлка. В следующем году, как часть Красной Горки, посёлок вошёл в состав Казани. Вскоре после присоединения к Казани, в 1966–1969 годах, все улицы посёлка были переименованы в целях устранения дублирующих названий.
В позднесоветский период крупнейшими предприятиями местности являлись путевая машинная станция № 108 (281 работник в 1979 году, средняя месячная зарплата 166 руб.), завод ЖБК Дорстройтреста Горьковской железной дороги (236 раб. в 1979, ср. з/п 145 руб), строительно-монтажный поезд «Водрем-2» треста «Южтранстехмонтаж» (230 раб. в 1979 г., ср. з/п 145 руб.).
Часть жилого фонда посёлка в советское время имела ведомственную принадлежность (Казанское отделение ГЖД, речной порт, Аракчинский гипсовый завод, трест «Казтрансстрой», Водрем-2).

## Улицы
- Приволжская
- Водников (часть)
- Гипсовая (часть)
- Новостройки (тат. Яңа төзелеш урамы, Yaña tözeleş uramı, бывшие улицы Песочная и Мехмастерских, переименована 28 ноября 1967 года).[8] Начинаясь недалеко от кладбища посёлка Красная Горка, от продолжения Привокзальной улицы, пересекается с Прирельсовой улицей и ещё одним безымянным проездом и заканчивается недалеко от Аракчинского гипсового завода. Длина — 1,1 км.[16]
- Объединённая (тат. Берләштерелгән урам, Berläşterelgän uram, бывшие улицы Школьная и Заводская, переименована 29 марта 1966 года).[7] Начинаясь от пересечения с безымянным проездом, пересекает Гипсовую улицу и заканчивается пересечением с Приволжской улицей.
- Прирельсовая (тат. Рилсә яны урамы, Rilsä yanı uramı, бывшая улица Дорстроя, переименована 28 ноября 1967 года).[8] Начинаясь от улицы Новостройки, заканчивается пересечением  с безымянным проездом у территории бывшего «Водрема-2». Длина — 1,1 км.[17]

## Транспорт
Через посёлок проходят маршруты автобусов №№ 2 и 45.
Вблизи посёлка находится остановочный пункт ЖБК-2 Казанского отделения ГЖД.